# Chapelle de Torp
La chapelle de Torp est une chapelle catholique anciennement en ruines et désormais restaurée située à Villers-Canivet, en France.

## Localisation
La chapelle est située dans le département français du Calvados, actuelle commune de Villers-Canivet, au lieu-dit le Village de Torp,.

## Historique
La famille de Torp octroie des bienfaits à l'abbaye de Saint-Évroult au XIe siècle. La famille Morel ou de Morell possède la seigneurie au XVIe siècle.
La chapelle, dédiée à la Vierge, est datée de la fin du XIIe - XIIIe siècle selon Mérimée,. Cependant, une étude d'archéologie du bâti réalisée par l'INRAP en octobre 2015 amènent à réviser cette datation au Xe - début du XIe siècle, avec des travaux jusqu'au XIIIe siècle.
L'édifice est remanié largement jusqu'au XVIIIe siècle et a peut-être été le siège d'un prieuré.
L'église est alors l'église paroissiale du village de Torp, qui est réuni à Villers-Canivet au début du XIXe siècle, le 17 octobre 1828.

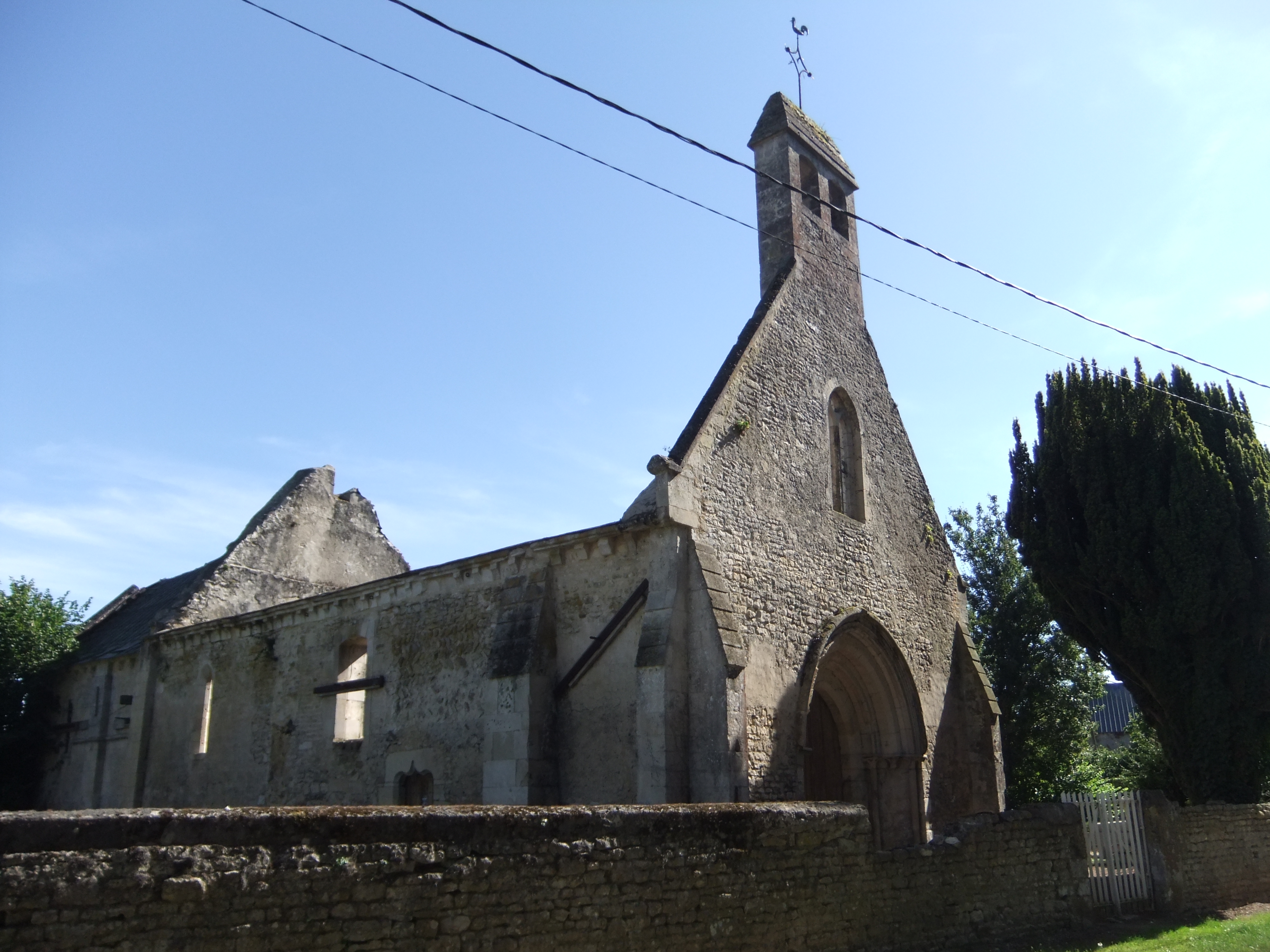
La chapelle en 2012.

Au début des années 2000, un constat alarmant est effectué sur l'édifice qui menace de s'effondrer. La ruine est achetée par la commune pour 1 € le 26 juin 2002 à une propriétaire rétive pendant longtemps mais qui finit par accepter du fait des dangers, de l'arrêté de péril pris par le maire et des conclusions d'un rapport d'expertise.
Un projet conjoint de restauration est monté avec l'aide d'une association de sauvegarde de l'édifice, fondée en 2002. Ce projet date de 2004 mais retardé pour des raisons financières.
Les ruines de l'édifice sont inscrites au titre des monuments historiques depuis le 17 juin 2003.
Des travaux de restauration importants sont en cours en 2016, maçonnerie, taille de pierre, couverture et charpente, estimés à 159 561 € afin de mettre l'édifice hors d'eau. Le montant indiqué sur une autre source indique pour cette première tranche de travaux 170 000 € dont 23 800 € à la charge de la commune. Cette tranche est un préalable à la restauration stricto sensu.

## Description
L'édifice possède deux éléments différents selon le plan.
Le chœur est roman et possède encore entre autres éléments de beaux modillons et une porte murée. La couverture de cette partie de l'édifice est encore partiellement en place.
La nef et le portail sont de style gothique ogival. Un clocher avec ouverture est présent sur la façade.
Des sépultures de la famille Morel sont encore visibles.